# Embalse de Torre de Abraham
El embalse de Torre de Abraham data en su configuración actual de 1997, y se sitúa en la cuenca del río Guadiana. Es alimentado por el río Bullaque y su afluente el Milagro, tiene un volumen de embalsamiento de 183,4 hectómetros cúbicos.
La presa es de gravedad con planta recta, con una altura de 34,5 m sobre el cauce y 51 m sobre los cimientos. Tiene una longitud de coronación de 481 m. El volumen de hormigón de la presa original era de 197.963 m³ habiéndose hecho un recrecimiento de 97 000 m³ en 1997. El aliviadero es de labio fijo con planta recta y 11 vanos.
Sus antípodas exactas coinciden con la Presa de Lago Moawhango en el Distrito de Rangitikei, Nueva Zelanda, en las coordenadas -39.3935°, 175.7536°.

## Entorno
Frente a la misma presa se encuentran los restos de la Torre de Abraham, del siglo XII.
Se encuentra a las puertas del Parque nacional de Cabañeros.